# Église Saint-André de Saint-André-de-Cruzières
L'église Saint-André est une église située à Saint-André-de-Cruzières, en France.

## Localisation
L'église est située sur la commune de Saint-André-de-Cruzières, dans le département français de l'Ardèche.

## Historique
La construction de l’église de Saint-André-de-Cruzières remonte au XIIe siècle.
Agrandie du côté nord aux alentours de 1840, puis du côté sud en 1850, l’église fut démolie puis rebâtie en 1885 pour un nouvel agrandissement.
L’édifice n’a conservé de l’époque romane que sa façade et son portail richement décoré.

## Protection
L'église Saint-André est classée au titre des monuments historiques en 1910.